# Freccia Vallone 1983
La Freccia Vallone 1983, quarantasettesima edizione della corsa, si svolse il 14 aprile 1983 per un percorso di 248 km con partenza a Charleroi. La vittoria fu appannaggio del francese Bernard Hinault, che completò il percorso in 6h56'00" precedendo allo sprint il connazionale René Bittinger e lo svizzero Hubert Seiz.
Al traguardo di Huy furono 78 i ciclisti che portarono a termine la competizione.

## Ordine d'arrivo (Top 10)
| Pos. | Corridore         | Squadra                | Tempo    |
| ---- | ----------------- | ---------------------- | -------- |
| 1    | Bernard Hinault   | Renault-Elf-Gitane     | 6h56'00" |
| 2    | René Bittinger    | Sem-France Loire-Mavic | s.t.     |
| 3    | Hubert Seiz       | Cilo-Aufina            | s.t.     |
| 4    | Eddy Schepers     | Perlav-Eurosoap        | s.t.     |
| 5    | Jonathan Boyer    | Sem-France Loire-Mavic | s.t.     |
| 6    | Joop Zoetemelk    | Coop-Mercier-Mavic     | s.t.     |
| 7    | Michel Pollentier | Safir-Van de Ven-Moser | a 1'12"  |
| 8    | Guido Van Calster | Del Tongo-Colnago      | a 1'14"  |
| 9    | Alfons De Wolf    | Bianchi-Piaggio        | s.t.     |
| 10   | Greg LeMond       | Renault-Elf-Gitane     | s.t.     |